# Малышева, Клавдия Филипповна
Клавдия Филипповна Малышева (2 июля 1936 — декабрь 2021) — советская работница сельского хозяйства, птицевод, Герой Социалистического Труда.

## Биография
Родилась 2 июля 1936 года в деревне Калиновка Тукаевского района Татарстана. Когда ей исполнилось полгода, семья переехала в поселок Красный Ключ Нижнекамского района.
На центральной усадьбе совхоза с таким же именем «Красный Ключ» трудились родители Клавы, которая с раннего возраста стала помогать на ферме матери, работавшей телятницей. Отец погиб в Великую Отечественную войну, но, несмотря на трудности, девочка окончила местную восьмилетнюю школу и стала работать с матерью на ферме, ухаживая за новорожденными телятами. Исполняла своё дело ответственно, за что по результатам в социалистическом соревновании 1959 года была удостоена почетного звания «Лучшая телятница Татарской АССР». С 1960 года Клавдия Малышева работала птицеводом, перейдя на только что построенную птицефабрику «Красный Ключ». Там работала до самого ухода на заслуженный отдых.
Находясь на пенсии, проживала в Нижнекамске, занималась общественными делами, воспитывала внучек.
Умерла в декабре 2021 года.

## Награды
- 22 марта 1966 года К. Ф. Малышевой было присвоено звание Героя Социалистического Труда с вручением ордена Ленина и Золотой Звезды (за достигнутые успехи в развитии животноводства).
- Также была награждена медалями, в числе которых бронзовая медаль ВДНХ СССР.